# Bridget St John
Bridget St John (* 4. října 1946 Londýn) je britská zpěvačka a písničkářka známá především díky svým třem albům, které nahrála mezi lety 1969 a 1972 pro vydavatelství Johna Peela Dandelion Records.
Její popularita vyvrcholila v roce 1974, kdy ji čtenáři časopisu Melody Maker zvolili pátou nejpopulárnější zpěvačkou roku. O dva roky později se přestěhovala do New Yorku a tak na více než 20 let zmizela z očí veřejnosti. Roku 1990 se podílela na albu Amarok multiinstrumentalisty Mika Oldfielda. V roce 1999 se zúčastnila v New Yorku koncertu na počest britského písničkáře Nicka Draka. Roku 2006 absolvovala turné po Japonsku s minimalistickou francouzskou hudebnicí Colleen. O rok později spolupracovala s Kevinem Ayersem na jeho albu The Unfairground.

## Diskografie
- Ask Me No Questions (1969)
- Songs for the Gentle Man (1971)
- Thank You For... (1972)
- Jumblequeen (1974)
- Take the 5ifth (1996)